# Piola (geslacht)
Piola is een kevergeslacht uit de familie van de boktorren (Cerambycidae). De wetenschappelijke naam van het geslacht werd voor het eerst geldig gepubliceerd in 1974 door Marinoni.

## Soorten
Piola omvat de volgende soorten:
- Piola colombica Martins & Galileo, 1999
- Piola quiabentiae Marinoni, 1974
- Piola rubra Martins & Galileo, 1999
- Piola unicolor Martins & Galileo, 1999